# Кінгслі Бен-Адір
Кінгслі Бен-Адір (англ. Kingsley Ben-Adir; нар. 28 лютого 1986, Госпел-Оук, Лондон, Англія) — британський актор театру і кіно.
Грав у кількох п'єсах у Лондонських театрах. Також актор зіграв патологоанатома Маркуса Саммера в детективній драмі ITV «Віра» та приватного детектива Каріма Вашингтона у другому сезоні серіалу Netflix «ОА». З 2017 по 2019 рік з'являвся у четвертому та п'ятому епізодах телесеріалу BBC One «Гострі картузи». У 2020 році знявся в ролі Малколма Ікса у фільмі Amazon Studios «Одна ніч у Маямі».

## Життєпис
Бен-Адір народився 1986 року в місті Госпел-Оук, Лондон (Англія) в сім'ї темношкірої матері-тринідадки та білого батька британця. Він навчався у школі Вільяма Елліс в Госпел-Оук, на північному заході Лондона. Потім закінчив Гілдголську школу музики та театру у 2011 році. Разом з матір'ю та братом він прийняв юдаїзм.

## Кар'єра
У 2011 році Бен-Адір виступив у п'єсі Джилліан Слово «Бунти» в театрі «Трайцикл», що отримала визнання критиків. У 2012 році він зіграв Деметрія у виставі «Сон літьої ніч» у театрі просто неба Ріджентс-парк.
У 2013 році він зіграв Борачіо в постановці Марка Райленса « Багато галасу з нічого» у театрі Олд Вік у Лондоні, а також зіграв у п'єсі «Божа власність» у театрі Сохо.
У 2014 році Бен-Адір виступив у виставі «Ми пишаємося тим, що представляємо презентацію про гереро Намібії, раніше відому як Південно-Західна Африка, з німецької Південної Африки, між 1884—1915 роками» в Театрі Буша в Лондоні. Вистава отримала позитивні відгуки глядачів.
З 2017 по 2019 рік Бен-Адір з'являвся в четвертому і п'ятому епізодах телесеріалу BBC One Гострі картузи, зігравши роль полковника Бена Янгера.
У 2020 році Бен-Адір знявся в ролі Малколма Ікса у фільмі Amazon Studios «Одна ніч у Маямі» режисера Реджини Кінг. Бен-Адір знявся разом з Елаєм Горі (Алі Мухаммед), Леслі Одом-молодшим (Сем Кук) та Елдісом Годжем (Джим Браун).
У березні 2021 року Deadline Hollywood повідомив, що Бен-Адір приєднався до серіалу «Таємне вторгнення» для Marvel Studios як головний антагоніст серіалу. Дії серіалу відбуваються в медіафраншизі «Кінематографічний всесвіт Marvel».
У лютому 2022 року Бен-Адір повинен був зіграти Боба Марлі в біографічному фільмі «Боб Марлі: Одне кохання» (2024) режисера Рейнальдо Маркуса Гріна. У квітні 2022 року він також приєднався до акторського складу фільму « Барбі» (2023).

## Фільмографія

### Фільми
| Рік  | Заголовок                  | Роль                | Примітки            |
| ---- | -------------------------- | ------------------- | ------------------- |
| 2012 | Міський ледар              | Бандит              |                     |
| 2013 | Всесвітня війна Z          | Офіцер Хокінс       | у титрах не вказано |
| 2016 | Зазіхання на нас           | Семпсон             |                     |
| 2017 | Король Артур: Легенда меча | Трістан ап Меліодас |                     |
| 2018 | Пасажир                    | Агент Гарсія        |                     |
| 2019 | Ноель                      | Джейк Хепман        |                     |
| 2020 | Одна ніч у Маямі           | Малколм Ікс         |                     |
| 2023 | Барбі                      | Кен                 |                     |
| 2024 | Боб Марлі: Одне кохання    | Боб Марлі           | зйомки фільму       |

### Телесеріали
| Рік       | Заголовок              | Роль                 | Примітки                    |
| --------- | ---------------------- | -------------------- | --------------------------- |
| 2013      | Міс Марпл Агати Крісті | Еррол                | 1 серія                     |
| 2014-2018 | Віра                   | Доктор Маркус Саммер | Головна роль, 16 серій      |
| 2016      | Убивства в Мідсомері   | Бартолом'ю Гайнс     | 1 серія                     |
| 2016      | Звичайна брехня        | Джейк                | 1 серія                     |
| 2017      | Смерть у раю           | Ірі Джонсон          | 1 серія                     |
| 2017      | Діана та я             | Рассел               | Телевізійний фільм          |
| 2017-2019 | Гострі картузи         | полковник Бен Янгер  | Головна роль, 5 серій       |
| 2018      | Глибока держава        | Халід Вокер          | 4 серії                     |
| 2019      | ОА                     | Карім Вашингтон      | Головна роль, 6 серій       |
| 2020      | Меломанка              | Рассел МакКормак     | Повторювальна роль, 7 серій |
| 2020      | Любовне життя          | Грант                | 1 серія                     |
| 2020      | Правило Комі           | Барак Обама          | Міні-серіал, 2 серії        |
| 2020      | Рідні душі             | Франклін             | 1 серія                     |
| 2023      | Таємне вторгнення      | Гравік               | Міні-серіал                 |

### Театр
| Рік  | Заголовок              | Роль       | Місце проведення                        |
| ---- | ---------------------- | ---------- | --------------------------------------- |
| 2011 | Заворушення            | Виконавець | Театр Трицикл, Лондон                   |
| 2012 | Сон літньої ночі       | Деметріус  | Театр просто неба Ріджентс-Парк, Лондон |
| 2013 | Багато галасу з нічого | Борачіо    | Олд Вік, Лондон                         |
| 2013 | Божа власність         |            | Театр Сохо, Лондон                      |
| 2014 | Ми горді уявити…       | Актор 2    | Театр Буша, Лондон                      |

## Нагороди та номінації
| Рік  | Нагорода                                  | Категорія                                         | Робота           | Результат |
| ---- | ----------------------------------------- | ------------------------------------------------- | ---------------- | --------- |
| 2021 | Премія Британської Академії у галузі кіно | Висхідна зірка                                    | Сам              | Номінація |
| 2021 | Премія Гільдії кіноакторів США            | Найкращий акторський склад в ігровому кіно        | Одна ніч у Маямі | Номінація |
| 2021 | Незалежний дух                            | Премія «Незалежний дух» Роберта Олтмана           | Одна ніч у Маямі | Перемога  |
| 2020 | Премія «Готем»                            | Проривний виконавець                              | Одна ніч у Маямі | Перемога  |
| 2020 | Асоціація кінокритиків Чикаго             | Найперспективніший виконавець                     | Одна ніч у Маямі | Номінація |
| 2020 | Кінопремія Сан-Франциско                  | Видатний колектив                                 | Одна ніч у Маямі | Перемога  |
| 2020 | Атлантичний гурток кінокритиків           | «Прорив року: актор/актриса»                      | Одна ніч у Маямі | Перемога  |
| 2020 | Супутник                                  | Найкраща чоловіча роль другого плану у кінофільмі | Одна ніч у Маямі | Номінація |
| 2020 | Асоціація кіножурналістів штату Індіана   | Найкращий актор                                   | Одна ніч у Маямі | Номінація |